# Fallen Idols
A Fallen Idols az Odaát című televíziós sorozat ötödik évadának ötödik epizódja.

## Cselekmény
Dean és Sam az ohioi Cantonba tartanak, ahol nemrég egy férfi a legendás James Dean autójában lelte halálát; noha a járgány el sem mozdult a helyéről, a benne ülő feje egy karambol erejével loccsant szét. Sam ugyan inkább Lucifer nyomába eredne, Dean mégis meggyőzi, hogy békülésük után ismét össze kell szokniuk. A városban "ügynökökként" beszélnek a seriffel, aki az elhunyt férfi barátját gyanúsítja gyilkossággal, az azonban azt állítja, hogy maga az autó ölte meg az áldozatot. A fivérek ezután maguk is átvizsgálják a Porschét, melyen a hiedelem szerint átok ül; mindenki, aki eddig a sofőre volt, rejtélyes balesetekben elhunyt. Míg Dean egy bárban iszogat, Sam leellenőrzi a kocsi motorszámát, és biztosra veszi, hogy az nem lehet James Dean autója.
A környéken ismét gyilkosság történik, ezúttal szemtanú is akad: a meggyilkolt férfi szobalánya azt állítja, hogy látta a gyilkost, aki nem volt más, mint maga Abraham Lincoln. Motelszobájukban Dean átnézi a Porschéban meghalt férfi barátjának, Jim Grossmannek a helyszínen készült videófelvételét, és a háttérben megpillantja rajta James Dean szellemét. A nyomok arra utalnak, hogy híres emberek szellemei szedik áldozataikat, méghozzá olyanokat, akik rajonganak értük. Mivel a közelben van egy viaszmúzeum, a fiúk ellátogatnak oda, és a tulajdonostól megtudják, hogy az itt kiállított bábuk -köztük Abraham Lincoln és James Dean- mindegyike tartalmaz olyan emléktárgyat, ami egykor a valódi személyiségé volt. A testvérek így éjszaka betörnek a múzeumban, és miután sikeresen elűzték a rájuk támadó, megvadult Gandhit, felégetik az összes emléktárgyat.
Mikor Deanék jól végezve dolgukat továbbállnának, Samben felmerül az a gyanú, hogy ezúttal nem közönséges szellemekkel álltak szemben, hiszen Gandhi olyan volt, mintha meg akarta volna harapni. Dean ezt badarságnak véli, és lerázza öccsét, mire az begurul: Dean szemére hányja, hogy ha továbbra is együtt akarnak maradni, tovább kell lépnie azon, hogy Sam hozta el a Világvégét, és mindkettejüknek egyenlőnek kell lenni. Dean ekkor telefonhívást kap a serifftől; két lány azt állítja, hogy barátnőjüket elrabolta Paris Hilton. A fiúk így tovább maradnak, Sam átnézi a boncolása jegyzőkönyveket és a holttesteket, amiknek hasüregében magokat talál. Ezekről nem sokkal később derül ki, hogy egy balkáni erdőből származnak, amiben a legendák szerint egy Leshi nevű pogány istenség élt, és ott fogyasztotta imádóit. Az erdőt azonban 30 éve kivágták, így valószínűleg Leshi átköltözött ide, hogy híres emberek alakját magára öltve, csillapítsa éhségét. Winchesterék így vasfejszével felfegyverkezve térnek vissza a múzeumba, ahol egy lezárt területen rátalálnak az elrabolt, eszméletlen lányra. Váratlanul azonban a Paris Hilton bőrébe bújt isten tör rájuk, majd mindkettejüket kiüti. A fiúk megkötözve térnek magukhoz, és kénytelenek végighallgatni Leshi önsajnálatát; amióta kivágták erdejét, alig van mit ennie. Mikor témát vált, és felfedi, hogy tudja, Dean legjobban az apjáért rajongott, a fiú kiszabadul rabságából és a lényre támad. "Paris" felülkerekedik a Winchesteren, ekkor azonban jön Sam, és a vasfejszéjével levágja az istenség fejét, aki ezáltal meghal.
Az ügy végleges megoldása után, az elrabolt lány visszakerül családjához, Dean pedig vidáman veszi tudomásul, hogy a hatóságok körözést adtak ki Paris Hilton ellen. Mielőtt távoznának a városból, Dean bocsánatot kér öccsétől, és megfogadja, ezután egyenlőek lesznek mindketten, majd csodák-csodájára felajánlja Samnek, hogy vezethesse az Impalát...

## Természetfeletti lények

### Leshi
Leshi egy kelet-európai, alakváltó pogány istenség, aki egy balkáni erdőben élt, és ott fogyasztotta imádóit. Az erdőt azonban kivágták, így kénytelen vándorolva étkezni; felveszi egy-egy híresség alakját, és az érte rajongó embereket öli meg, majd eszi meg. Megölni a feje vasfejszével való levágásával lehet.

## Időpontok és helyszínek
- 2009. vége – Canton, Ohio

## Zenék
- Beck, Bogert & Appice – Superstition

## Külső hivatkozások
- Supernatural-Fallen Idols az Internet Movie Database oldalon (angolul)